# Siliquamomum
Siliquamomum ist eine Gattung aus der Familie der Ingwergewächse (Zingiberaceae). Die etwa vier Arten sind in Südostasien heimisch.

## Beschreibung

### Vegetative Merkmale
Siliquamomum-Arten sind ausdauernde krautige Pflanzen die Wuchshöhen von bis zu 2 Metern erreichen können. Sie bilden ein verzweigtes Rhizom als Überdauerungsorgan. Von jedem Rhizom gehen mehrere horstbildende, aufrechte Sprossachsen bzw. „Pseudostämme“ ab welche an der Basis keine Blätter aufweisen.
Es werden je nach Art zwischen 3 und 13 Laubblätter je Stängel gebildet. Diese sind in Blattstiel und Blattspreite gegliedert. Der Blattstiel kann auch unauffällig sein.  Die einfachen Blattspreiten sind elliptisch über eiförmig und eiförmig-lanzettlich bis lanzettlich oder lanzettlich-länglich geformt.

### Generative Merkmale
Endständig, auf einem von den Blattscheiden umschlossenen Blütenstandsschaft befindet sich ein thyrsusartiger oder traubiger Blütenstand, in dem einige Blüten dicht zusammen stehen. Die Tragblätter an der Basis des Blütenstandes sind bootsförmig und fallen bereits nach kurzer Zeit ab. Die Tragblätter der fertilen Blüten sind stark zurückgebildet oder können auch komplett fehlenden. Deckblätter fehlen.
Die zwittrigen Blüten sind zygomorph und dreizählig mit doppelten Perianth und stehen an einem langen Blütenstiel. Die drei Kelchblätter sind röhren- bis fassförmig miteinander verwachsen und auf einer Seite gespalten. Die drei Kronblätter sind zu einer Kronröhre mit drei Kronlappen verwachsen. Nur das mittlere Staubblätter des inneren Kreises ist fertil. Die Staminodien des inneren Kreises sind zu einem kreis- über eiförmigen bis verkehrt-eiförmigen Labellum mit einem dunkelgrünen Fleck in der Mitte verwachsen. Die seitlichen Staminodien sind teilweise mit dem Labellum verwachsen. Drei Fruchtblätter sind zu einem dreikammerigen Fruchtknoten verwachsen. Der Griffel ist mit der Kronröhre verwachsen und endet in einer Narbe.
Die Kapselfrüchte enthalten viele Samen.

## Standorte
Die Arten der Gattung Siliquamomum gedeihen an feuchten und schattigen Standorten im Unterholz von Bergwäldern.

## Systematik und Verbreitung
Die Erstbeschreibung der Gattung Siliquamomum erfolgte im Jahr 1895 durch Henri Ernest Baillon in Bulletin Mensuel de la Société Linnéenne de Paris, Nummer 2, Seite 1193. Ihr wurde bis zur Erstbeschreibung von Siliquamomum oreodoxa im Jahr 2010 nur eine Art, Siliquamomum tonkinense, zugeordnet. Sie galt also für mehr als 110 Jahre als monotypisch.
Die Gattung Siliquamomum hat eine unklare Stellung (incertae sedis) in der Unterfamilie Alpinioideae innerhalb der Familie Zingiberaceae. Eine von Kress et al. 2002 durchgeführte Studie über die Phylogenese der Ingwergewächse konnte die Gattung in keine der beiden Tribus der Unterfamilie Alpinioideae (Alpinieae und Riedelieae) einordnen. Kress et al. 2005 ordnet Siliquamomum wiederum als Schwestertaxon zu den Alpinieae ein.
Das Verbreitungsgebiet ist Südostasien. Es umfasst dabei Vietnam sowie das südliche China.
Die Gattung Siliquamomum enthält vier Arten (Stand: 2017):
- Siliquamomum alcicorne Škorničk. & Trần H.Đ.: Sie kommt im zentralen Vietnam vor.[6]
- Siliquamomum oreodoxa N.S. Lý & Škorničk.: Sie kommt im südlichen Vietnam vor.[6]
- Siliquamomum tonkinense Baill.: Sie kommt im südöstlichen Yunnan sowie dem nördlichen Vietnam vor.[6]
- Siliquamomum phamhoangii Luu & H.Đ. Trần: Sie kommt im südlichen Vietnam vor.[1]